# Leninkent (Machatschkala)
Leninkent (russisch Ленинкент) ist eine Siedlung städtischen Typs in der Republik Dagestan (Russland) mit 15.532 Einwohnern (Stand 14. Oktober 2010).

## Geographie
Leninkent liegt etwa 13 km westlich des Zentrums der dagestanischen Hauptstadt Machatschkala am Rande der allmählich ansteigenden Küstenebene des Kaspischen Meeres. Unmittelbar südwestlich der Siedlung erhebt sich steil der erste Bergzug des Großen Kaukasus bis gut 700 m über dem Meeresspiegel.
Die Siedlung gehört zum Stadtkreis Machatschkala und ist der Verwaltung des Rajons Kirowski, eines der drei Verwaltungsbezirke der Stadt, unterstellt.

## Geschichte
Leninkent entstand in den 1930er-Jahren als Wohnort für Umsiedler aus den Bergregionen Dagestans, vorwiegend Kumyken und Awaren. Die Siedlung erhielt ihren Namen nach dem Revolutionsführer Lenin. Bis in die 1950er-Jahre entwickelte sich der Ort nur langsam. Als Vorort des sich ausdehnenden Machatschkala erhielt er 1965 den Status einer Siedlung städtischen Typs.

### Bevölkerungsentwicklung
| Jahr | Einwohner |
| ---- | --------- |
| 1970 | 2.895     |
| 1979 | 3.585     |
| 1989 | 5.642     |
| 2002 | 12.995    |
| 2010 | 15.532    |

Anmerkung: Volkszählungsdaten

## Infrastruktur
Zwei Kilometer nordöstlich an Leninkent vorbei führt die Fernstraße R217 (ehemals M29, bis Machatschkala zugleich Teil der Europastraße 50), die entlang dem Nordrand des Kaukasus und der Küste des Kaspischen Meeres in Richtung Aserbaidschan verläuft. Unweit der Siedlung zweigt von dieser die Regionalstraße 82K-005 (ehemals R275) nach Buinaksk und weiter in die zentralen Gebirgsregionen der Republik (Lewaschi, Gunib) ab. Mit Machatschkala besteht „Marschrutka“-Verbindung.